# Harmony Rose
Harmony Rose (Miami, Florida; 12 de octubre de 1983) es una actriz pornográfica estadounidense.
Antes de ingresar al negocio del porno, Rose trabajó en Hooters con su mejor amiga y compañera de cuarto Tory Lane. Lane reclutó a Rose en el mundo del streaptease para complementar los ingresos de su trabajo de mesera, mientras que Rose reclutó a Lane en la industria del porno.
Rose ha dicho que perdió la virginidad a los 14 años con un amigo cercano con el que aun mantiene contacto.
El 18 de julio de 2006 apareció en el Show de Howard Stern, Rose realizó un pequeño acto de anilingus con su compañera, la también actriz porno Sandra Romain.

## Premios
- 2009 Premios AVN nominada – Mejor Escena de Doble Penetración – Fuck Me: Rebeca Linares[5]
- 2010 Premios AVN nominada - Mejor Escena Lésbica - The Violation of Harmony[6]
- 2010 Premios AVN nominada - Mejor escena de sexo grupal - mujeres - Big Toy Orgy[6]